# Cidonia
Cidonia (in greco Κυδωνία - Kydonia) era una città-stato minoica sulla costa nord-occidentale dell'isola di Creta, antico sito della moderna città di La Canea. Strabone la nomina tra le tre città più importanti dell'isola insieme a Cnosso e Gortina. La posizione della città proprio di fronte al Peloponneso favoriva il commercio, dato anche che per arrivare dal Peloponneso alla Creta occidentale bastava solamente seguire le correnti marine (allo stesso modo di Menelao nell'Odissea). Degli abitanti di Cidonia si hanno pochissime informazioni; non sappiamo nemmeno se fossero un popolo greco o uno antecedente alla colonizzazione ellenica.

## Storia
Diodoro Siculo (V, 78.2) riporta che fu una delle tre città fondate da Minosse a Creta; ciò significherebbe che la città esisteva già in epoca minoica. Il fatto è confermato da iscrizioni in lineare B ritrovate a Cnosso. La città fu distrutta nel 1200 a.C., probabilmente condividendo il destino delle altre città del Mediterraneo orientale scomparse nello stesso periodo.
Come narra Erodoto (III, 59), fu a Cidonia che si rifugiarono i ribelli di Samo rivoltatisi nel 524 a.C. contro il tiranno Policrate. Sempre secondo Erodoto la loro permanenza durò cinque anni e in questo periodo la città fu prospera e i templi che si possono osservare oggi a Cidonia furono tutti costruiti dai ribelli di Samo; tuttavia il sesto anno (519 a.C.) la flotta di Egina li sconfisse e rese schiavi. L'attacco può essere spiegato da precedenti conflitti con la gente di Samo, la quale si ritene aver praticato la pirateria ostacolando i commerci egitani. Racconta Strabone (VIII, 6, 16) che i coloni da Egina che si stanziarono a Cidonia continuarono ad utilizzare il loro dialetto e il loro alfabeto. Si è quindi supposto - senza certezze assolute - che nella storiografia antica come in quella moderna si sia fatta confusione tra la popolazione autoctona e quella seguente la colonizzazione di Egina (ovvero tra Cidones e Cidonians).